# Tokyo Dome
De Tokyo Dome (東京ドーム; Tokyo Domu) is een groot stadion in Tokio, Japan. Het biedt plaats aan 55.000 bezoekers. Het is de thuisbasis van het Yomiuri Giants honkbalteam. Er komen ook regelmatig buitenlandse honkbalteams. Andere evenementen die er gehouden worden zijn muziekconcerten, worstelshows, K-1-wedstrijden en monstertruckshows. Het elliptische dak wordt omhoog gehouden door een constante luchtstroom, die op hoge druk gebracht is. Het gebouw werd geopend op 17 maart 1988.

## Tokyo Dome City
De Tokyo Dome is het centrale deel van een groter geheel, namelijk Tokyo Dome City, dat onder andere nog een pretpark bevat. Dit pretpark staat op de plaats waar het voormalige Kōrakuen Stadium stond (de voorloper van de Tokyo Dome). Er is ook een gedeelte met veel restaurants en winkels.

## Bekende optredens
De Tokyo Dome is de grootste locatie voor muziekconcerten in Japan, reden waarom er vele bekende (Westerse) namen hebben opgetreden, onder wie de volgende artiesten:
- Girls' Generation
- EXO
- TVXQ
- Billy Joel
- Arashi
- Ayumi Hamasaki
- Babymetal
- Beyoncé
- Britney Spears
- B'z
- BTS
- Tina Turner
- Céline Dion
- Gackt
- Glay
- U2
- David Bowie
- Jamiroquai
- Bon Jovi
- The Rolling Stones
- Paul McCartney
- Kiss
- Diana Ross
- Taylor Swift
- Guns 'N Roses
- Janet Jackson
- KAT-TUN
- Michael Jackson
- t.A.T.u
- Madonna
- Mariah Carey
- Metallica
- Namie Amuro
- Prince
- Red Hot Chili Peppers
- Aerosmith
- X Japan
- Super Junior
- aespa